# Energiequelle (Unternehmen)
Die Energiequelle GmbH ist im Bereich der Erneuerbaren Energien als Projektierer und Betriebsführer von Windenergie-, Biomasse- und Photovoltaikanlagen sowie Umspannwerken und Energiespeichern tätig.

## Geschichte
1997 wurde das Unternehmen von Doreen und Michael Raschemann sowie Joachim Uecker gegründet, mit den noch heute größten Standorten in Bremen und Kallinchen (bei Berlin). Heute unterhält das Unternehmen weitere Niederlassungen in Dresden, Erfurt, Guntersblum, Hannover, Kiel, Leipzig, Luckenwalde, Magdeburg, Münster, Oldenburg, Penzing, Perleberg, Putlitz, Rostock, Spremberg, Stuttgart und Wiesbaden sowie Bordeaux, Dijon und Rennes (Frankreich), Posen (Polen), Helsinki und Vaasa (Finnland) sowie Kapstadt (Südafrika) und Athen (Griechenland).
2010 übernahmen die Energiequelle GmbH die französische Firma „P&T“ als 100%ige Tochter, die Windparks in Frankreich projektiert und betreut. 2011 verwirklichte Energiequelle in Deutschland ein aufsehenerregendes Projekt: Feldheim, ein Dorf in Brandenburg, wurde zum ersten energieautarken Ort in Deutschland. Die Versorgung des Dorfes wurde ausschließlich über Erneuerbare Energien realisiert, welche direkt und nicht nur virtuell zum Verbraucher fließen. 2024 besuchte der deutsche Bundeskanzler Olaf Scholz Feldheim.
2013 erreichten die Projekte von Energiequelle eine Gesamtleistung von 1000 Megawatt und das Folgejahr wurde mit über 200 Millionen Euro zum umsatzstärksten Jahr der bisherigen Firmengeschichte.
Ebenfalls mit Feldheim verbunden war eine weitere technische Innovation im Rahmen der Energiewende: 2015 wurde das Regionale Regelkraftwerk (RRKW) in Betrieb genommen. Mit seinen 10 Megawatt-Lithium-Ionen-Akkus kompensiert es Schwankungen in der Netzfrequenz des Übertragungsnetzbetreibers und sichert ganz nebenbei auch die Vollversorgung des Dorfes. Im selben Jahr gründete Energiequelle ihre Tochterfirma in Finnland.
2022 ist Energiequelle in den polnischen Markt eingestiegen.
Im März 2024 hat Energiequelle einen Standort in Südafrika (Kapstadt) eröffnet.
Im April 2024 ist Energiequelle in den griechischen Markt eingestiegen und hat ein Büro in Athen eröffnet.
Energiequelle ist Partner im Kraftwerk Lausitz zur Erzeugung, Nutzung, Speicherung und Rückverstromung von Wasserstoff. Das RefLau ist ein Gemeinschaftsprojekt von Energiequelle, Enertrag und dem Zweckverband des Industrieparks Schwarze Pumpe. Forschungspartner sind die Fraunhofer-Einrichtung für Energieinfrastrukturen und Geothermie IEG (Fraunhofer IEG), die Brandenburgische Technische Universität Cottbus-Senftenberg und die Technische Universität Dresden.
Im Unternehmen arbeiten (2024) über 600 Mitarbeiter bei einem Jahresumsatz von 247 Millionen Euro.